# Mandevilla steyermarkii
Mandevilla steyermarkii är en oleanderväxtart som beskrevs av R. E. Woodson. Mandevilla steyermarkii ingår i släktet Mandevilla och familjen oleanderväxter. Inga underarter finns listade i Catalogue of Life.